# Тони Кроос
Тони Кроос (на немски: Toni Kroos, роден на 4 януари 1990 г.) е бивш германски футболист, полузащитник.
Прекратява своята футболна кариера за Реал Мадрид след спечелването на Шампионска Лига, а за националния отбор след отпадането им от Евро 2024.
Тони Кроос печели общо 6 шампионски лиги, 1 за Байерн Мюнхен и 5 за Реал Мадрид, което го прави един от играчите с най-много шампионски лиги.

## Биография
Роден е на 4 януари 1990 г. в Грайфсвалд, ГДР.

## Състезателна кариера

### Байерн Мюнхен
Кроос започва да тренира футбол в школата на Грайфсвалдер през 1997 г., след това 4 години е в школата на Ханза Росток, докато през 2006 г. Байерн Мюнхен забелязва неговите качества и го трансферира в школата си. Неговата зона е да играе в средата на терена. През 2007 г. изиграва 13 мача за втория отбор на Байерн, където отбелязва и 4 гола, а по-късно започва да играе и в първия отбор. През сезон 2009/2010 е преотстъпен в отбора на Байер Леверкузен за 18 месеца, а след това се завръща за постоянно в Байерн Мюнхен.

### Реал Мадрид
На 17 юли 2014 г. официалните сайтове на Байерн Мюнхен и Реал Мадрид обявяват трансфера на Кроос в настоящия европейски клубен шампион Реал Мадрид. Още същия ден Кроос е представен пред 8000 фенове на Сантяго Бернабеу като състезател на Реал и ще носи фланелка с номер 8, а договорът му е за срок от 6 години с годишна заплата в размер на 6 млн. евро. Двата клуба не разкриват цената на играча, но според медиите сумата е между 25 и 30 млн. евро.
Още при първия си официален мач с екипа на Реал Мадрид успява да вдигне и първата си купа. Това става на финала за Суперкупата на Европа срещу отбора на Севиля, спечелен от европейския клубен шампион с 2 – 0, а Кроос е титуляр пълни 90 минути. В първия кръг от новия сезон в Примера дивисион на 25 август 2014 г., Кроос прави и своята първа асистенция за гол след като центрира топката от корнер, Бензема успява да я засече и така отбелязва първия гол за сезона срещу отбора на Кордоба спечелен с 2 – 0. Отбелязва първия си гол с екипа на Реал Мадрид на 8 ноември 2014 г. в мач за първенството при домакинската победа над Райо Валекано с 5 – 1.
На 12 октомври 2016 г. подписва нов договора с клуба до 30 юни 2022 година.. На 20 май 2019 г. подписва нов договор, който удължава предния с 1 година и така новият му договор ще е до 30 юни 2023 година.

## Успехи

### Клубни
Байерн Мюнхен
- Бундеслига (3): 2007/08, 2012/13, 2013/14
- Купа на Германия (3): 2007/08, 2012/13, 2013/14
- Купа на Лигата: 2007
- Суперкупа на Германия (2): 2010, 2012
- Шампионска лига: 2012/13
- Суперкупа на Европа: 2013
- Световно клубно първенство: 2013

 Реал Мадрид
- Примера дивисион (4) – 2016/17, 2019/20, 2021/22, 2023/24
- Суперкупа на Испания (3) – 2017, 2020, 2022
- Шампионска лига (5) – 2015/16, 2016/17, 2017/18, 2021/22, 2023/24
- Суперкупа на Европа – (4)– 2014, 2016, 2017, 2022
- Световно клубно първенство (4)– 2014, 2016, 2017, 2018

### Национален отбор
Германия
- Световно първенство: Шампион, 2014
- Световно първенство: Трето място – Бронзов медал, 2010
- Световно първенство на ФИФА до 17 г.: Трето място – Бронзов медал, 2007
- Европейско първенство на УЕФА до 17 г.: Четвърто място, 2007